# Francisco J. Zavala
Francisco José Zavala y Santa María (Tepic, Nayarit, 9 de marzo de 1840- Guadalajara, Jalisco, 2 de diciembre de 1915) fue un abogado, periodista, filósofo escolástico, catedrático, político y poeta mexicano. Publicó libros sobre Derecho Internacional y sobre la defensa del catolicismo durante el Porfiriato. También se desempeñó como traductor, entre cuyos trabajos destaca la Carta Sincronológica de Historia Universal.

## Biografía
Francisco J. Zavala fue hijo de un peruano nacionalizado mexicano, llamado José Zavala, y Guadalupe Santa María, hija de españoles. Vivió hasta los seis años en Tepic, pero en 1851 sus padres cambiaron de residencia a Guadalajara, Jalisco.
Zavala recibió sus primeros estudios en el Seminario Conciliar. Ingresó en 1861 a la carrera de las leyes en la Universidad de Guadalajara. Una vez graduado, regresó a Tepic para trabajar como notario público. Durante este periodo vivió la ocupación del indígena cora Manuel Lozada, el Tigre de Álica. Por un breve periodo de tiempo, ejerció el cargo de regidor del Ayuntamiento de Tepic. El general Ramón Corona, jefe del Ejército de Occidente durante la Invasión francesa, lo nombró su secretario personal. Sin embargo, al poco tiempo Zavala tuvo que abandonar la campaña porque manifestó graves síntomas de reumatismo.
A raíz de estos problemas estableció su residencia definitiva en Guadalajara. En 1873 ingresó a la Escuela de Jurisprudencia de la Sociedad Católica como catedrático de Derecho Internacional. En 1881 contrajo matrimonio con Dolores Santa María. Mantuvo la cátedra en la Sociedad Católica hasta que en 1883 fue nombrado catedrático de Derecho Internacional y Marítimo en la Escuela de Jurisprudencia del Instituto de Ciencia.
Durante esta década, Zavala también ejerció las funciones de magistrado del Tribunal Superior de Jalisco y de magistrado superior y procurador de Justicia de Jalisco. También fue electo diputado, asesor de la 4° División Militar y miembro de la Comisión Revisora de los Códigos Civiles. Estos nombramientos se deben a la relación cercana entre Zavala y el gobernador de Jalisco, el general Francisco Tolentino. Una carta de la colección Porfirio Díaz, de la Universidad Iberoamericana, dice: 
“De los Magistrados actuales […] proteje mucho el Gral. Tolentino á Rosendo Gonzalez Rubio y á Miguel Negrete Ocampo, en razón á que fueran sus amigos resueltos en el Tribunal, […] y con ellos á Francisco José Zavala, por ser su ahijado”.
En 1886 publicó Elementos de derecho internacional privado, que fue traducido al francés y reseñado favorablemente por el jurisconsulto Pradier Fodêré en la Revue de Droit International et de Legislation comparée de París.
Además de sus labores como jurisconsulto y funcionario público, Zavala se caracterizó por combatir al positivismo y al socialismo en nombre del catolicismo. Según Juan B. Iníguiz, Zavala al «parecer formaba parte del grupo de intelectuales que rodeaba al presbítero mexicano Emeterio Valverde Téllez». Esta defensa a favor del catolicismo Zavala la llevó a cabo en periódicos como La Prensa, La Verdad, La Civilización, El Pabellón Mexicano, La Linterna de Diógenes y El Regional. 
Tradujo la obra del cardenal James Gibbons, La fe de nuestros padres: exposición y vindicación de las enseñanzas de la Iglesia fundada por Nuestro Señor Jesucristo y la Carta Sincronológica de Historia Universal, creada por Sebastian Adams en 1871. «Se trata de una cromolitografía a cuatro tintas sobre papel industrial de pulpa química. Su relevancia, sin embargo, no radica en  sus dimensiones, materiales constitutivos o tecnología de impresión: la Carta es, primordialmente, una obra que articula con gran complejidad y capacidad sintética una doble visión espacio-temporal de la experiencia humana en la escala mundial».
Zavala continuó ejerciendo como catedrático y periodista católico. En 1903 sacó a luz una compilación de sus poesías y sus dramas titulada Ratos Perdidos. En 1911 se volvió a editar, y se añadió la felicitación que le extendió la Real Academia Española, además de una nueva sección sobre sus “memorias”. 
Murió en Guadalajara el 2 de diciembre de 1915.

## Obras
- Índices de las cosas notables que hay en la carta sincronológica de la historia universal (1882).
- Elementos de derecho internacional privado: o sea conflictos de derecho civil, comercial, de procedimientos y penal entre las legislaciones de diversos países, Segunda edición reformada y con muchas adiciones, que contiene los Prolegómenos de Jurisprudencia y la Exposición de la ley mexicana de extranjería (1887).
- Compendio de derecho internacional privado: o sea conflictos de derecho civil, comercial, de procedimientos y penal entre las legislaciones de diversos países, Tercera edición con notables modificaciones y adiciones y que comprende los Prolegómenos de jurisprudencia y el Comentario a la Ley de Extranjería, del mismo autor, también reformados y aumentados (1903).
- Libertad religiosa y libertad de enseñanza (1905).
- El socialismo y la Iglesia (1907).
- El positivismo (1909).
- Psicología positivista (1911).
- Ratos Perdidos (1911).